# Mniejsze zło (opowiadanie)
Mniejsze zło – opowiadanie Andrzeja Sapkowskiego osadzone w świecie sagi o wiedźminie. W roku 1990 utwór otrzymał nagrodę im. Janusza A. Zajdla.

## Wydanie oryginalne
Zostało ono opublikowane w Fantastyce 3/1990, znalazło się też w trzech zbiorach opowiadań autorstwa Andrzeja Sapkowskiego: Wiedźmin, wydanym w roku 1990, Ostatnie życzenie, wydanym w roku 1993, oraz Opowieści o wiedźminie, tom 1., wydanym w roku 2002.

## Fabuła
Opowiadanie zawiera dwie wersje losów postaci: pierwszą z nich opowiada mag Stregobor, drugą Renfri, znana jako Dzierzba. Obydwie zawierają przewrotne nawiązania do baśni o królewnie Śnieżce: magiczne lustro, wysłanie niepożądanej pasierbicy do lasu, siedmiu krasnoludków (gnomów-rozbójników), szklana trumna (bryła kryształu), pomoc książąt przy opuszczaniu wież oraz sama „Śnieżka” jako mała sadystka lub niewinna ofiara.

## Adaptacje
Na podstawie opowiadania powstał komiks o tym samym tytule, wydany w czasopiśmie Komiks w roku 1993 nakładem wydawnictwa Prószyński i S-ka (ISSN 0867-1338), a w 2001 w wersji książkowej (ISBN 83-7337-023-4). Autorami scenariusza są Andrzej Sapkowski i Maciej Parowski, a rysunków Bogusław Polch.
Fabuła opowiadania została zaadaptowana przez Michała Szczerbica w scenariuszu wyreżyserowanego przez Marka Brodzkiego filmu Wiedźmin, a także dziesiątego odcinka powiązanego z nim serialu. Geralta zagrał Michał Żebrowski, Renfri – Kinga Ilgner oraz Weronika Pelczyńska (jako młoda Renfri), a Stregobora – Olgierd Łukaszewicz.
Opowiadanie stało się też kanwą pierwszego odcinka serialu Wiedźmin zrealizowanego przez Netflix w 2019 roku.